# Transgender Dysphoria Blues
Transgender Dysphoria Blues è il sesto album discografico in studio del gruppo musicale statunitense Against Me!, pubblicato nel gennaio 2014.

## Tracce
Testi e musiche di Laura Jane Grace.
1. Transgender Dysphoria Blues – 3:16
2. True Trans Soul Rebel – 3:12
3. Unconditional Love – 2:51
4. Drinking with the Jocks – 1:48
5. Osama bin Laden as the Crucified Christ – 2:57
6. FUCKMYLIFE666 – 2:56
7. Dead Friend – 3:02
8. Two Coffins – 2:20
9. Paralytic States – 3:12
10. Black Me Out – 3:09

## Formazione
- Laura Jane Grace - voce, chitarra, basso
- James Bowman - chitarra, cori
- Fat Mike - basso (tracce 3,6)
- Atom Willard - batteria, percussioni